# Il verbale
Il verbale (in lingua originale Le procès-verbal) è il primo romanzo dello scrittore franco-mauriziano premio Nobel per la letteratura Jean-Marie Gustave Le Clézio, pubblicato in originale nel 1963, in Italia nel 1965 da Giulio Einaudi Editore. Raccoglie le riflessioni di un trentenne affetto da un crescente senso di straniamento verso gli esseri umani ed i loro comportamenti, situazione che lo conduce in manicomio.
Nel 1963 vinse il premio letterario francese Renaudot, mancando di poco il Goncourt.

## Trama
Adam Pollo ha un serio problema, vorrebbe tanto riuscire a capire da dove viene: manicomio o esercito. I suoi ricordi non lo aiutano, perché sono ricordi di guerra, e sembra che di guerre non ce ne siano state negli ultimi tempi. Nel frattempo, vive abusivamente in una casa incustodita vicino alla spiaggia, passa il tempo prendendo il sole, scrivendo su un quaderno giallo, fantasticando su quanto lo circonda e, ogni tanto, scendendo al mare per farsi un bagno ed osservare i villeggianti. Michèle, la sua Michèle, vorrebbe davvero aiutarlo, ma proprio non sembra esserne in grado. Forse perché loro due non sono poi tanto affini, mentre più complicità Adam la avverte con gli animali di un vicino zoo, o con il cane che ogni tanto incontra e dal quale si fa portare in giro. Persino con quel grosso topo che trova in casa e che sente di dover uccidere, braccandolo senza scampo. Il ritrovamento di un affogato diventa un'ulteriore occasione per avvertire la distanza che lo separa dal genere umano e dalla trita commedia che esso si ostina a mettere in scena, e di cui Adam è comunque attento osservatore. Ma una banale zuffa, propiziata da un eccesso alcolico, mette fine alla sua routine, costringendolo a lasciare la casa e cercare provvisoriamente rifugio in spiaggia. Una lettera della madre spezza definitivamente il fragile equilibrio e per Adam la destinazione successiva è, ovviamente, il manicomio. Qui non è che si trovi male e una visita da parte di studenti diventa occasione di discussione su temi di metafisica, letteratura ed altro, ma ogni suo tentativo di spiegarsi ancora una volta non trova la ricezione sperata. Il suo destino, a quanto pare, è questo.

## Ricezione e critica
Questo singolare romanzo d'esordio di uno scrittore all'epoca appena ventitreenne ottenne un immediato successo in patria, vincendo nell'anno della pubblicazione il premio Renaudot, dopo aver mancato di poco il più prestigioso Goncourt. Lo stile decisamente originale e la storia altrettanto particolare (secondo l'autore, "poco più di uno scherzo") trovarono generale apprezzamento, con giudizi favorevoli anche al di fuori della Francia, imponendo così il nome di Le Clézio come autore di notevole talento, venendo accostato questo esordio, da parte di alcuni critici, a quello di Albert Camus con Lo Straniero.
Minor successo il libro ebbe in Italia, dove Einaudi, che ne aveva acquisito i diritti, dopo i deludenti risultati di vendita preferì abbandonarne la pubblicazione, ripresa molto tempo dopo da un editore minore, :duepunti di Palermo.

## Edizioni
- Jean-Marie Gustave Le Clézio, Il verbale, traduzione di Gioia Zannino Angiolillo, Collana La ricerca letteraria, Torino, Einaudi, 1965  [1963].
- Jean-Marie Gustave Le Clézio, Il verbale, traduzione di Francesca Belviso e Silvia Baroni, collana Terrain vague, Palermo, :duepunti, 2005.